# Темац
Темац (или Тјемско) је средњoвековна српска тврђава која се налази северно од Пирота. Налази се близу манастира Темске, а и данас има остатка некадашње утврде.
Тврђава Темац је пре 1402. године била у саставу српске државе деспота Стефана Лазаревића. Подигнута је око 1330. године као гранична утврда према Бугарској држави. У време, између Ангорске битке 1402. до ступања на власт турског султана Мехмеда 1413. крај око Темске није био у српским рукама. Тада су се водили ратни сукоби између српских великаша Лазаревића и Бранковића. Помиње се Темац у историјским изворима из 1409. године, као утврђење које се налази у поседу бугарске државе. Турски султан Муса је узео тврђаву Темац, гонећи неког "лавообразног човека" по имену Новака Караљука, који се понашао као деспотов одметник. Султан Мухамед је по устоличењу уступио због савезништва са деспотом Стефаном, област Нишавље и покрајину Знепоље код места Трна. Град је разорен у 15. веку.